# Toivo Mikael Kivimäki
Toivo Mikael Kivimäki (5 de junio de 1886 - 6 de mayo de 1968) fue un político y catedrático finlandés. Kivimäki fue primer ministro de Finlandia de 1932 a 1936.
Antes había sido ministro de interior y de justicia. Fue candidato presidencial en las elecciones de 1940. De 1940 a 1944 fue embajador de Finlandia en Berlín.
En 1946 se le condenó a prisión por haber estado infiltrado en la Guerra de Continuación.